# 城关街道 (乾县)
城关街道，是中华人民共和国陕西省咸陽市乾县下辖的一个街道办事处。
2015年，陕西省民政厅批复同意撤销乾县城关镇，设立城关街道办事处。

## 行政区划
城关街道下辖以下地区：
东大街社区、西大街社区、南大街社区、北大街社区、花口社区、三元社区、工业区社区、青仁社区、三元村、北街村、东街村、北寺村、西街村、花口村、南街村、张家堡村、豹峪村、丈八村、马家坡村、玉林村、石马村、西南村、柳池村、金岭村、南仁村、中留村、新巨州村、袁家庄村、孙段村、亓母村、赵后庙村、铁炉村、秦家庄村、小留村、木卜村、青龙村、北巨村、高仁村、亓父村、邀驾宫村、北楞村、安庄村、宇村、白村、夹道村、大桥村、四里坊村、贾赵村、龙岩村、高庙村、陈家庄村、吴村、南北村和马桥村。